# Agathosma foetidissima
Agathosma foetidissima là một loài thực vật có hoa trong họ Cửu lý hương. Loài này được (Bartl. & H.C.Wendl.) Steud. mô tả khoa học đầu tiên năm 1840.